# Anthony Fallah Borwah
Anthony Fallah Borwah (ur. 3 października 1966 w Wodu) – liberyjski duchowny katolicki, biskup Gbarnga od 2011.

## Życiorys
Święcenia kapłańskie otrzymał 15 września 1996 i został inkardynowany do archidiecezji Monrovia. Pracował głównie jako duszpasterz parafialny, pełniąc jednocześnie funkcje m.in. dyrektora archidiecezjalnych mediów, pracownika liberyjskiej Konferencji Episkopatu oraz wykładowcy filozofii na Uniwersytecie Liberii.
21 marca 2011 papież Benedykt XVI mianował go ordynariuszem diecezji Gbarnga. Sakry biskupiej udzielił mu 11 czerwca 2011 Lewis Zeigler - arcybiskup Monrovii.
W 2017 został wybrany przewodniczącym Konferencji Episkopatu Liberii.